# Svenska Missionsförbundets sångbok
Svenska Missionsförbundets sångbok är Svenska Missionskyrkans psalmbok. Den utkom första gången 1894.
- Svenska Missionsförbundets sångbok 1894 (identisk med Svenska Missionsförbundets sångbok 1903)
- Svenska Missionsförbundets sångbok 1920
- Svenska Missionsförbundets sångbok 1935
- Svenska Missionsförbundets sångbok 1951

### Fotnoter
1. ↑  Kerstin Doyle (23 februari 2005). ”Sånger som "rökoffer"” (på svenska). Dagen. http://www.dagen.se/familj/sanger-som-rokoffer-1.221174. Läst 16 oktober 2017.